# 心意把
心意把，為少林寺武僧研習心意拳所推演出來的一種散招拳法。
相傳姬際可曾旅居河南少林寺，把心意拳授與武僧。少林寺稱之為“心意把”，成為該寺傳留最精拳術之一。上世紀60年代，有武術家曾實地考察少林寺，老僧人吳山林所練“心意把”的運動特點與流行的形意拳有很多相近之處。亦有一說是為回族之心意拳傳至少林融合少林功夫而成。
近代主要传系：寂勤(吴轱辘)-吴山林-行性(张庆贺)-德建合一(丁宏本)
歌诀：
```
  心意把，势法单，它是少林内功传。
  拐起竹篮掌宜吐，起落身法随意变。
  起如举鼎提心气，发“嗯”声落如分砖。
  运气以顺为要旨，落下好似掘地般。
  夜静练势意集中，形似白猿跳山涧。
```

其拳谱《释家捶把十要诀》、《临敌应斗秘诀》、《运气法及二十四字练法》内容与心意六合拳谱基本一致，略。